# Choma
Choma é uma cidade e um distrito da Zâmbia, localizados na província Sul. 